# Charles Albert Gobat
Charles Albert Gobat (21. května 1843 Tramelan – 16. března 1914 Bern) byl švýcarský právník a politik, nositel Nobelovy ceny míru z roku 1902, kterou dostal spolu s Éliem Ducommunem za vedení Bureau international de la paix (Mezinárodní společnosti pro mír).

## Život
Jeho otcem byl protestantský kněz a synovec Samuela Gobata, jenž se jako misionář stal biskupem v Jeruzalémě. Vystudoval Basilejskou univerzitu, Bernskou univerzitu, univerzitu v Heidelbergu a Pařížskou univerzitu. V roce 1867 získal titul doktora práv právě na Heidelberské univerzitě.
Po studiích si otevřel vlastní advokátní kancelář v Bernu a současně učil francouzské občanské právo na univerzitě v Bernu. Po patnácti letech práce jako advokát se přesunul do politiky a vzdělávání. V roce 1882 byl jmenován superintendantem veřejného vzdělávání v kantonu Bern. Zastával progresivní vzdělávací filosofii a vytvořil mnoho školských reforem, zasadil se o přeměnu primárního školství a o lepší financování, které vedlo ke zlepšení vztahu žák-učitel. Podporoval výuku živých jazyků.
V roce 1882 byl zvolen do Velké rady Bernu. V letech 1884-1890 působil v Radě států Švýcarska, od roku 1890 až do své smrti zasedal v Národní radě. Patřil mezi zastánce liberálních reforem. V roce 1902 prosadil několik právních předpisů, které zavedly nástroj rozhodčího řízení do obchodních smluv. Spolupracoval s Meziparlamentní unií, kterou v roce 1889 založil William Randal Cremer (nositel Nobelovy ceny míru, 1903). Roku 1892 se stal prezidentem 4. konference Meziparlamentní unie v Bernu. Pracoval jako generální tajemník kanceláře, zasloužil se o rozvoj mírových hnutí, mezinárodní smírčí řízení a komunikaci mezi národními parlamentními orgány.
V roce 1902 obdržel Nobelovu cenu za mír společně s Éliem Ducommunem za řízení Stálého mezinárodního mírového úřadu.
Po smrti Élie Ducommuna v roce 1906 Gobat převzal vedení Mezinárodního mírového úřadu.
Gobat zemřel 16. března 1914 v Bernu, chystal se v té době vystoupit na mezinárodní konferenci, ovšem zkolaboval a za hodinu zemřel.